# Städtepartnerschaft Friedberg-La Crosse
Die Städtepartnerschaft Friedberg-La Crosse ist die Städtefreundschaft zwischen der Stadt Friedberg (Bayern) und der Stadt La Crosse (Wisconsin) am Oberlauf des Mississippi. Sie wurde 2002 vereinbart und bei gegenseitigen Besuchen der Bürgermeister in den Jahren 2002 und 2004 ratifiziert. Sie folgt wie alle anderen Städtepartnerschaften dem Grundgedanken, gewalttätige Auseinandersetzung zwischen Ländern durch persönlichen Kontakt von  Bürgern zu begegnen.

## Geschichte
Ein Schüleraustausch startete 1988 zwischen dem Wernher-von-Braun-Gymnasium, heute Staatliches Gymnasium Friedberg, und der Logan High School in La Crosse. Hieraus entstand der Wunsch, Kontakte auf breiterer Basis aufzubauen.
In seiner Sitzung vom 20. März 2002 sprach sich der Friedberger Stadtrat für die Partnerschaft mit La Crosse aus.

## Organisation
Die Städtepartnerschaft arbeitet und fungiert im Auftrag der Stadt Friedberg. Den Rahmen für die Städtepartnerschaft bildet ein Komitee aus interessierten  Bürgern. Dem Komitee steht ein Vorstand vor, der zweijährlich mittels Mehrheitswahlrecht in geheimer Wahl gewählt wird. Der Vorstand besteht aus dem Präsidenten, seinem Stellvertreter, einem Kassenwart, einem Schriftführer sowie bis zu zwei Beisitzern.
Das Komitee plant und führt alle Aktivitäten eigenständig aus. Ein Bericht über die Aktivitäten wird einmal im Jahr in einer gemeinsamen Sitzung aller fünf Städtepartnerschaften von Friedberg mit Bürgermeister und Kulturreferent einmal im Jahr gegeben. Eine jährliche Zuweisung der Stadt erlaubt, geplante Projekte zu finanzieren. Der Kassenstand wird einmal jährlich von der Stadt geprüft und genehmigt.

## Aktivitäten
- Wechselseitige Besuche mit Betreuung durch Gasteltern
- Weihnachtsmarkt der Städtepartnerschaften
- Unterstützung von Schulpartnerschaften
- Unterstützung des Friendship Gardens[2] in La Crosse
- American Brunch beim Friedberger Volksfest
- Betrieb einer eigenen Facebookseite[3]